# Сидимютте
Сидимютте (устар. Сиди-Мютте) — река в России, протекает по Ямало-Ненецкому АО. Устье реки находится в 90 км по правому берегу реки Хадуттэ. Длина реки составляет 34 км.
Берёт начало из озера Сидимюттемалто.

## Притоки
- Емояха (слева)
- 14 км: Халяяха (слева)
- Парнэяха (слева)
- Нерцияха (слева)
- 28 км: Нядаяха (справа)

## Данные водного реестра
По данным государственного водного реестра России относится к Нижнеобскому бассейновому округу, водохозяйственный участок реки — Пур. Речной бассейн реки — Пур.
Код объекта в государственном водном реестре — 15040000112115300063184.